# 1243 هـ
1243 هـ هي سنة في التقويم الهجري امتدت مقابلةً في التقويم الميلادي بين سنتي 1827 و1828.

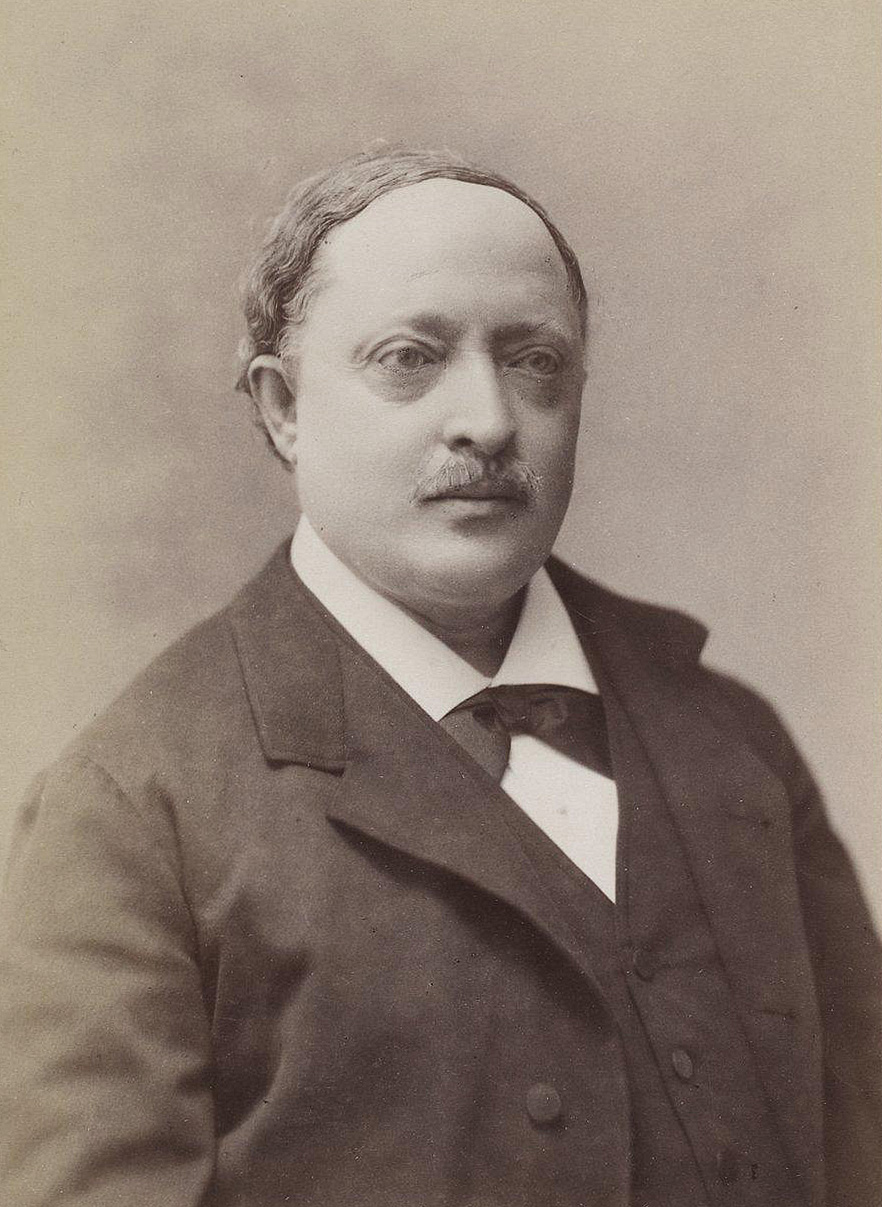
جوزيف هاليفي

## أحداث
- الأمام تركي بن عبد الله يعلن عن تأسيس الدولة السعودية الثانية.

## مواليد
- المهدي العباسي
- ألفرد فن كريمر
- جوزيف هاليفي
- فارمند

## وفيات
- أحمد العبدلي
- رسول الكركوكلي
- رشيد الدين خان الدهلوي
- مصطفى الرحيباني